# Fritz Genschow

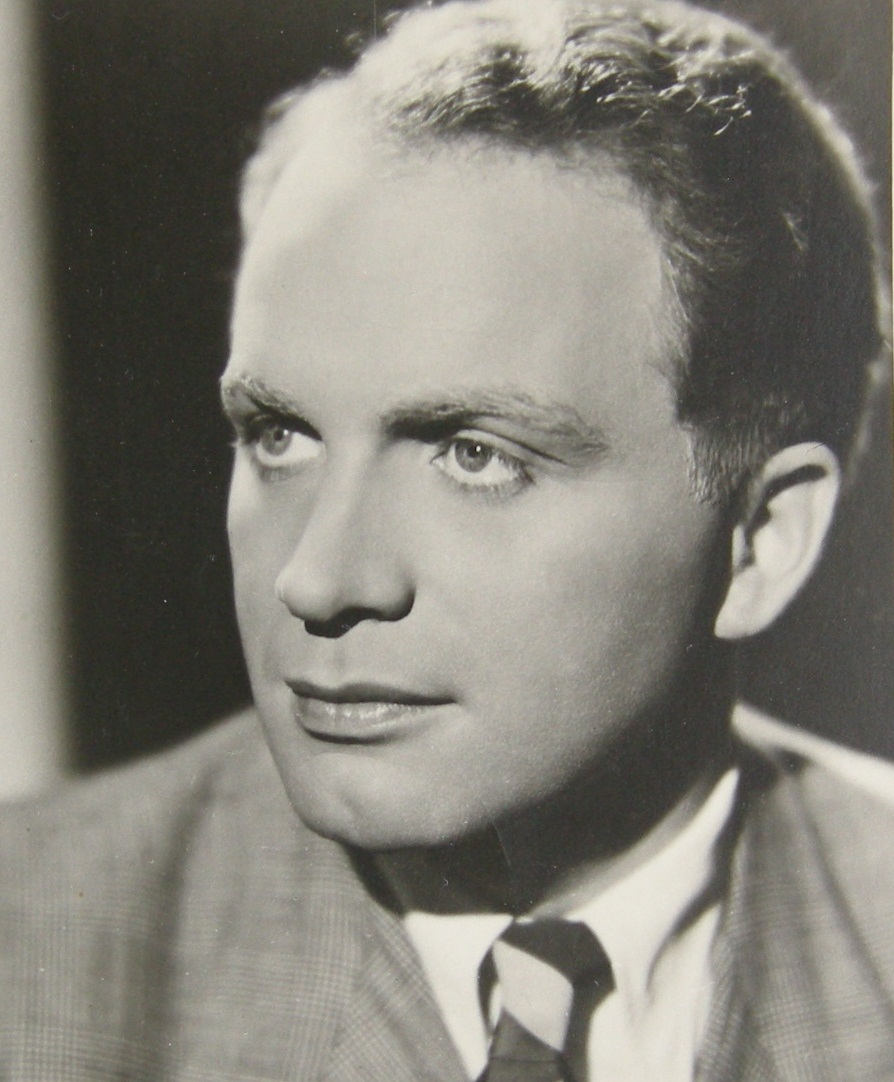
Fritz Genschow

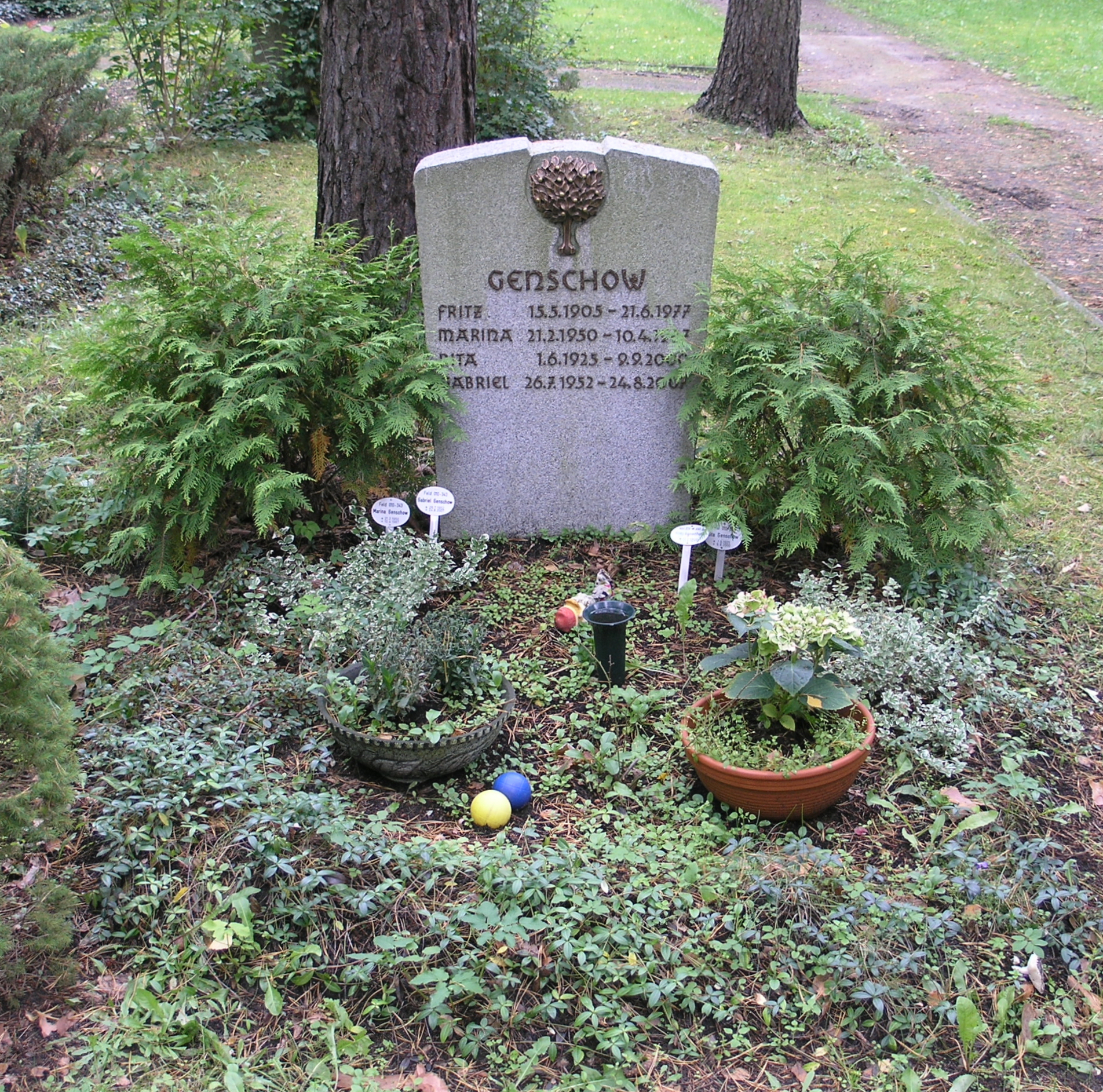
Grab auf dem Waldfriedhof Zehlendorf

Fritz Heinrich Wilhelm Genschow (* 15. Mai 1905 in Berlin; † 21. Juni 1977 ebenda) war ein deutscher Schauspieler. Seine Arbeiten als Filmregisseur, Filmproduzent, Drehbuchautor widmete er größtenteils der Jugend. Außerdem wirkte er als Leiter von Kindertheatern sowie Kinderhörfunksendungen und veröffentlichte Kinder- und Jugendliteratur.

## Leben und Wirken
Fritz Genschow, Sohn eines Bäckers, erhielt seine künstlerische Ausbildung an der Reicherschen Hochschule für Dramatische Kunst in Berlin. 1924 gab er sein Debüt am Theater von Meiningen. 1925/26 spielte er in Halle, ab 1927 in Berlin am Theater am Nollendorfplatz. Weitere Engagements führten ihn an das Preußische Staatstheater, an die Volksbühne und an das Theater am Schiffbauerdamm.
Im Jahr 1930 gründete er mit der Schauspielerin Renée Stobrawa, die 1939 seine erste Ehefrau wurde, sein eigenes Theater, das Kinder-Theater Berlin. Hier brachte er unter anderem das Stück Revolte im Erziehungshaus zur Aufführung.
In der Zeit des Nationalsozialismus kamen seine Bemühungen in dieser Richtung zum Erliegen.
Seine Filmkarriere begann Fritz Genschow als Schauspieler 1927 mit dem Film Gewitter über Gottland. In den Jahren 1927 bis 1943 war er ein viel beschäftigter Nebendarsteller; in den Filmen Jenseits der Straße (1929), Morgenrot (1933), Straßenmusik (1936), Der Klapperstorchverband (1936/37), Augenzeugen (1937), Man spricht über Jacqueline (1937), Rotkäppchen und der Wolf (1937), Floh im Ohr (1943) u. a. spielte er aber auch Hauptrollen. Sein Debüt als Regisseur gab er 1935 mit dem Film Der interessante Fall. 1936 sprach er den Winnetou in dem Hörspiel Fährten in der Prärie. Als Drehbuchautor, Regisseur und Schauspieler adaptierte Genschow den Märchenfilm Rotkäppchen und der Wolf (1937) an die nationalsozialistische Ideologie.
Nach dem Zweiten Weltkrieg war Genschow vor allem als Regisseur und Drehbuchautor tätig und wurde mit zahlreichen Märchenverfilmungen bekannt. Er übernahm die Produktion seiner Filme selbst und trat auch als Schauspieler auf.
1947 bis 1950 war er – gemeinsam mit Renée Stobrawa – künstlerischer Leiter der Zehlendorfer Freilichtbühne am Waldsee, dem späteren Genschow-Stobrawa-Theater. 1950 bis 1953 leitete er – wiederum gemeinsam mit Renée Stobrawa – das Freilichttheater Rehberge, an der er auch Klassiker und Opern in Szene setzte. Danach inszenierte an verschiedenen Bühnen Operetten und Märchen: 1958–1965 (Peterchens Mondfahrt, Premiere 10. November 1959), 1966 Akademie der Künste, 1967 und 1969 Europa-Palast (Neukölln), 1968 Philharmonie (Peter und der Wolf, Erzähler: Fritz Genschow), 1970 Theater am Kurfürstendamm, 1972–1973 Theater des Westens. Nach dem Tod Stobrawas im Jahre 1971 gründete er außerdem das Gebrüder-Grimm-Theater. 1963 wurde er mit dem Gebrüder-Grimm-Preis ausgezeichnet.
Als „Onkel Tobias“ war er eine Berliner Institution: 1947–1972 kam er über das Radio (RIAS) jeden Sonntag um 10 Uhr als „Onkel Tobias vom RIAS“ in die Kinderzimmer (über 1200 Sendungen). Das Konzept der Sendung war, eine Idylle aufzubauen und ein vertrauensvolles, kameradschaftliches Zusammengehörigkeitsgefühl zwischen Kindern und Erwachsenen zu vermitteln. Das gelang, wenn er zusammen mit „Tante Erika“ (Erika Görner) und seinen „RIAS-Kindern“ in fröhlicher Runde saß und ihren Gesang auf seiner Gitarre Friederike begleitete, sich ihre Probleme anhörte, mit ihnen diskutierte. Innerhalb dieser Sendung gab es einmal im Monat ein spannendes Kasperletheater-Stück, in dem er selbst die Figur des Kasperle sprach. Weitere wichtige Figuren waren Kasperles Frau Gretel, der Nachbar Schnipp und seine Frau die Schnippin, die Räuber Kasimir (Räuberhauptmann), Robert (mit der extrem tiefen Stimme) und Jaromir sowie der Teufel, dessen Auftritt immer mit einem unheimlichen Geräusch (mit den Lippen zugleich pfeifen und summen) angekündigt wurde.
Seine uneheliche Tochter Heidi Genée war ebenfalls im Filmgeschäft tätig und lernte bei ihm das Filmhandwerk. Auch seine ehelichen Kinder, die aus der zweiten Ehe mit Rita-Maria Nowotny entstammen, gingen zum Film: Marina Genschow wurde Schauspielerin, Gabriel Genschow (1954–2007) war Drehbuchautor und Filmproduzent. Unter dem Firmennamen „Medienproduktion und Vertrieb Genschow“ verwalten seine rechtmäßigen Erben seit 2007 Genschows Filme.
Sein Grab befindet sich auf dem Waldfriedhof Zehlendorf in der Abt. XIV-W-440a.

## Filmografie (Auswahl)

### Als Schauspieler
- 1927: Gewitter über Gottland (Stummfilm)
- 1928: Hände hoch! Hier Eddy Polo (Stummfilm)
- 1928: Der gefesselte Polo (Stummfilm)
- 1929: Vererbte Triebe (Stummfilm)
- 1929: Jenseits der Straße (Stummfilm)
- 1930/31: Saltarello / Kennst du das Land / Sierra Madre (Stummfilm)
- 1933: Morgenrot
- 1933: Flüchtlinge
- 1934: Hundert Tage
- 1935: Das Mädchen Johanna
- 1935: Der Student von Prag
- 1935: Henker, Frauen und Soldaten
- 1936: Straßenmusik
- 1937: Der Klapperstorchverband
- 1937: Augenzeugen
- 1937: Wie der Hase läuft
- 1937: Die Sänger von der Waterkant
- 1937: Ein Volksfeind
- 1937: Rotkäppchen und der Wolf
- 1937: Man spricht über Jacqueline
- 1939: Roman eines Arztes
- 1939: Drei Unteroffiziere
- 1939: Verdacht auf Ursula
- 1939: Rote Mühle
- 1940: Links der Isar – rechts der Spree
- 1940: Friedrich Schiller – Der Triumph eines Genies
- 1942/43: Titanic
- 1943: Floh im Ohr (Karl)
- 1955: Dornröschen
- 1955: Der Pfarrer von Kirchfeld
- 1957: Die Gänsemagd

### Als Regisseur
- 1937: Rotkäppchen und der Wolf (zusammen mit Renée Stobrawa)
- 1938: Drops wird Flieger
- 1953: Rotkäppchen
- 1954: Hänsel und Gretel
- 1954: Frau Holle
- 1955: Der Struwwelpeter
- 1955: Ina, Peter und die Rasselbande
- 1955: Aschenputtel
- 1955: Dornröschen
- 1956: Tischlein deck dich
- 1956/57: Kalle wird Bürgermeister
- 1957: Die Gänsemagd
- 1959: Schneewittchen
- 1962: Der vertauschte Prinz
- 1962: Rumpelstilzchen
- 1962: König Drosselbart

### Als Produzent
- 1953: Rotkäppchen
- 1954: Frau Holle
- 1954: Der Struwwelpeter
- 1955: Ina, Peter und die Rasselbande
- 1955: Aschenputtel
- 1955: Dornröschen
- 1956: Tischlein deck dich
- 1956/57: Kalle wird Bürgermeister
- 1957: Die Gänsemagd
- 1962: Der vertauschte Prinz
- 1962: Rumpelstilzchen

### Als Drehbuchautor
- 1937: Rotkäppchen und der Wolf (zusammen mit Renée Stobrawa)
- 1955: Dornröschen (zusammen mit Renée Stobrawa und Helga Weichert)
- 1956: Kalle wird Bürgermeister (zusammen mit Rolf Ulrici und Charlotte Sarcander)
- 1959: Schneewittchen (zusammen mit Renée Stobrawa)
- 1962: Rumpelstilzchen (zusammen mit Renée Stobrawa)

## Theater

### Schauspieler
- 1930: Anna Gmeyner: Heer ohne Helden – Regie: Slatan Dudow (Wallner-Theater Berlin)
- 1930: Gerhart Hauptmann: Friedensfest (Wilhelm) – Regie: Richard Weichert (Schillertheater Berlin)
- 1930: George Ciprian: Der Mann mit dem Klepper (Nikita) – Regie: Ernst Legal (Schillertheater Berlin)
- 1932: Sigmund Graff: Die endlose Straße – Regie: Leopold Lindtberg (Schillertheater Berlin)
- 1932: Hans Kyser: Abschied von der Liebe – Regie: Hans Kyser (Schillertheater Berlin)
- 1933: Maxim Ziese: Siebenstein – Regie: Jürgen Fehling (Staatliches Schauspielhaus Berlin)
- 1933: Johann Wolfgang von Goethe: Faust. Der Tragödie zweiter Teil – Regie: Gustav Lindemann (Staatliches Schauspielhaus Berlin)
- 1933: Paul Ernst: Der heilige Crispin – Regie: Jürgen Fehling (Staatliches Schauspielhaus Berlin)
- 1946: William Shakespeare: Ein Sommernachtstraum (Oberon) – Regie: Hans Carl Müller (Komödie am Kurfürstendamm Berlin)
- 1946: Carlo Goldoni: Das Kaffeehaus (Eugenio) – Regie: Bruno Hübner (Komödie am Kurfürstendamm Berlin)
- 1947: Samuel Nathaniel Behrman: Biografie und Liebe (Redakteur) – Regie: Hans Carl Müller (Komödie am Kurfürstendamm Berlin)
- 1951: Charlotte Sarcander: Hunderttausend Jahre Wedding - Vom Mammutzahn zur Gegenwart (Freilichtbühne Rehberge, Berlin)
- 1954: William Shakespeare: Viel Lärm um nichts (Don Pedro) – Regie: Fritz Wendhausen (Theater am Kurfürstendamm Berlin)

### Regisseur
- 1947: William Shakespeare: Das Wintermärchen – Regie (Zehlendorfer Freilichtbühne am Waldsee, Berlin)
- 1947: Fritz Genschow nach Gebrüder Grimm: Rumpelstilzchen (auch mehrere Rollen) Zehlendorfer Freilichtbühne am Waldsee, Berlin)
- 1949: Henrik Ibsen: Peer Gynt (auch Rolle als Peer Gynt) (Zehlendorfer Freilichtbühne am Waldsee, Berlin)
- 1950: Fritz Genschow nach Friedrich Schiller: Die Verschwörung des Fiesco zu Genua (auch Rolle als Fiesco (Zehlendorfer Freilichtbühne am Waldsee, Berlin)
- 1950: Friedrich Schiller: Wilhelm Tell – Regie (Freilichtbühne Rehberge, Berlin)
- 1951: Charlotte Sarcander: Hunderttausend Jahre Wedding - Vom Mammutzahn zur Gegenwart (Freilichtbühne Rehberge, Berlin)

## Hörspiele
- 1934: Sigmund Graff / Carl Ernst Hintze: Die endlose Straße (Leutnant Schröder) (Deutschlandsender)[2]
- 1936: Karl May: Fährten in die Prärie –  Ein Spiel um Winnetou und Old Shatterhand (Winnetou) (Reichssender Berlin)[10]
- 1938: Peter Huchel: Zille Martha (Hauptrolle als Havelschiffer Paul) (Reichssender Berlin)[2][11]
- 1947: Hugo von Hofmannsthal: Das Salzburger große Welttheater (Engel) – Regie: Hanns Korngiebel (RIAS Berlin)[2][12]
- 1947: Hans Fritz Köllner: Eine Fahrt in den Frühling (Pe-Pe Müller) – Regie:  Hanns Korngiebel (RIAS Berlin)[2][12]
- 1949: Franz Schneider-Facius: Der Mond ging unter (Leutnant Prackel) – Regie: Hanns Korngiebel (RIAS Berlin)[2][12]
- 1952: Friedrich Forster / Waldfried Burggraf: Der Graue (Doktor Jakobi) – Regie: Hanns Korngiebel (RIAS Berlin)[2][12]

## Veröffentlichte Bücher
- [mit Karl König]: Abenteuer deutscher Jungen im Ausland: Kinderraub in Sevilla, Verlag: Berliner Jugend- u. Kindertheater Genschow-Stobrawa, Berlin [1934]
- General Stift und seine Bande. Buchschmuck von Wilhelm Plünnecke, Franz Schneider Verlag, Berlin-Leipzig 1941
- Fritz und Franz als Wochenschaureporter, Teil 1, Engelbert-Verlag, Balve 1961
- Fritz und Franz als Wochenschaureporter, Teil 2 Wer ist Mr. X?, Engelbert-Verlag, Balve 1962
- [mit Kurt Vethake]: Wilderer im Forst. Illustrationen von Kurt Schmischke. W. Fischer-Verlag, Göttingen 1970